# Лейк-Тэк, Луиза
Дама Луиза Агнеса Лейк-Тэк (англ. Dame Louise Agnetha Lake-Tack; род. 26 июля 1944, Приход Сент-Филип) — генерал-губернатор Антигуа и Барбуды с 17 июля 2007 года по 13 августа 2014 года, первая женщина, занявшая этот пост; сменила на нём Джеймса Карлайла.

## Биография
Родилась на острове Антигуа. Училась в государственной школе Фритауна, а затем в средней школе Антигуа для девочек в Сент-Джонсе. После окончания обучения уехала в Великобританию, где стала работать медсестрой в Charing Cross Hospital. Получила образование юриста. С 1983 года работала в Национальной ассоциации Антигуа и Барбуды в Лондоне.

## Награды
В 2007 году награждена Орденом Святого Михаила и Святого Георгия и является Дамой Большого Креста.